# プロブコール
プロブコール（Probucol））は脂質異常症の治療薬として使われる医薬品の一つである。商品名ロレルコやシンレスタール。当初は虚血性心疾患治療薬として開発されていたが、臨床試験で心疾患の既往がある患者でHDLを下げることが判り、試験は中止された。プロブコールはQT延長を示す。
プロブコールは初めは、飛行機のタイヤの寿命を延ばす添加物として1970年代に発見された。
2017年、京都大学iPS細胞研究所は、アルツハイマー病の病因物質のひとつであるアミロイドベータ（Aβ）を減らす事ができる既存薬の組み合わせで最もAβ低減効果が強い6種類の化合物の1つにプロブコールを選出した。
2021年1月、東和薬品株式会社は、諸般の事情でプロブコール錠 250mg「トーワ」の販売を中止することを発表した。

## 効能・効果
- 脂質異常症（家族性高コレステロール血症[6]、黄色腫を含む）

## 副作用
重大な副作用として添付文書に記載されているものは、心室性不整脈（Torsades de pointes）、失神、消化管出血、末梢神経炎、横紋筋融解症である。

## 作用機序
プロブコールは血中のLDL異化を増加させる事でコレステロール低下作用を示す。加えて、コレステロール合成阻害作用とコレステロール吸収抑制作用を持つ。またLDL中のコレステロールの酸化防止作用が強い。これにより泡沫細胞の形成が遅くなり、アテローム動脈硬化性プラークを形成し難くなる。
プロブコールはHDL産生トランスポーターABCA1に働き掛けると考えられている。
さらに、HDLの値を低下させる。